# 甘井子街站
甘井子街站是大连地铁5号线的地铁站，位于中国辽宁省大连市甘井子区甘井子街和东山街交叉口，于2023年3月17日开通。

## 车站结构
甘井子街站沿甘井子街南北设置，为地下二层岛式站台车站，车站长204.3米，标准段宽19.7米，车站地下一层为站厅层，地下二层为站台层，站台设置全高站台门。
| 地面              | 出入口 | B、D出入口                                                                                                |
| 地下二层          | 站厅   | 客服中心、自动售票机、验票机                                                                              |
| 地下二层          | 站台   | \| \| \| █ 5号线往后关（甘北路） \| \| 島式 · 開左邊车门 \| \| \| \| \| \| █ 5号线往虎滩新区（梭鱼湾） \| |
|                   |        | █ 5号线往后关（甘北路）                                                                                   |
| 島式 · 開左邊车门 |        | |
|                   |        | █ 5号线往虎滩新区（梭鱼湾）                                                                               |

## 车站出口
甘井子街站目前开放2个出口，各出口及周围设施如下所示：
| 出口编号            | 照片 | 出口指示         | 建议前往的目的地                       |
| ------------------- | ---- | ---------------- | -------------------------------------- |
| B · 出口 · （设有） |      | 甘井子街（东侧） | 大连市甘井子区青少年体育学校，甘泉小区 |
| D · 出口            |      | 甘井子街（南侧） | 文体街                                 |
| 图例： 设有         |      |                  |                                        |

## 接驳交通

### 公交车
- 文体街：6路、20路、50路上环、50路下环、410路、503路、519路、612路、704路、1110路、1114路
- 甘井子：20路

## 车站历史
车站建设时期工程名为甘井子站，开通前确定以甘井子街站作为车站正式名称。
- 2022年1月19日，车站主体结构封顶[2]。
- 2023年3月17日，车站随5号线通车开通[1]。